# Oxberg
Oxberg ist ein Ort (småort) der Gemeinde Mora in der schwedischen Provinz Dalarnas län und der historischen Provinz Dalarna.
Der Ort liegt am Österdalälven. Auf der anderen Seite des Flusses führt der riksväg 70 vorbei. Der Bahnhof an der Älvdalsbahn ist ohne Nutzung. Auf der Strecke findet nur noch Güterverkehr statt. Oxberg liegt an der Strecke des Wasalaufes.